# Les Contes d'Arcadia
Cet article court présente un sujet plus développé dans : Chasseurs de trolls : Les Contes d'Arcadia.
Les Contes d'Arcadia est un ensemble de trois séries et d'un film d'animation créés par Guillermo del Toro et produits par Netflix : 
- Chasseurs de trolls (série, 2016)
- Le Trio venu d'ailleurs (série, 2018)
- Mages et Sorciers (série, 2020)
- Le Réveil des Titans (film, 2021).